# Aston Martin CC100
La Aston Martin CC100 Speedster è una concept car prodotta dalla casa automobilistica britannica Aston Martin per celebrare il suo 100º anniversario e svelata nel maggio 2013 alla 24 Ore del Nürburgring. Ne sono stati costruiti solamente due esemplari, entrambi venduti a clienti molto fedeli. Il proprietario della concept originale ha dichiarato di voler tenere l’auto nella sua collezione, mentre il secondo cliente ha richiesto l’omologazione per poterla guidare su strada.
(Ulrich Bez, amministratore delegato di Aston Martin)

## Stile

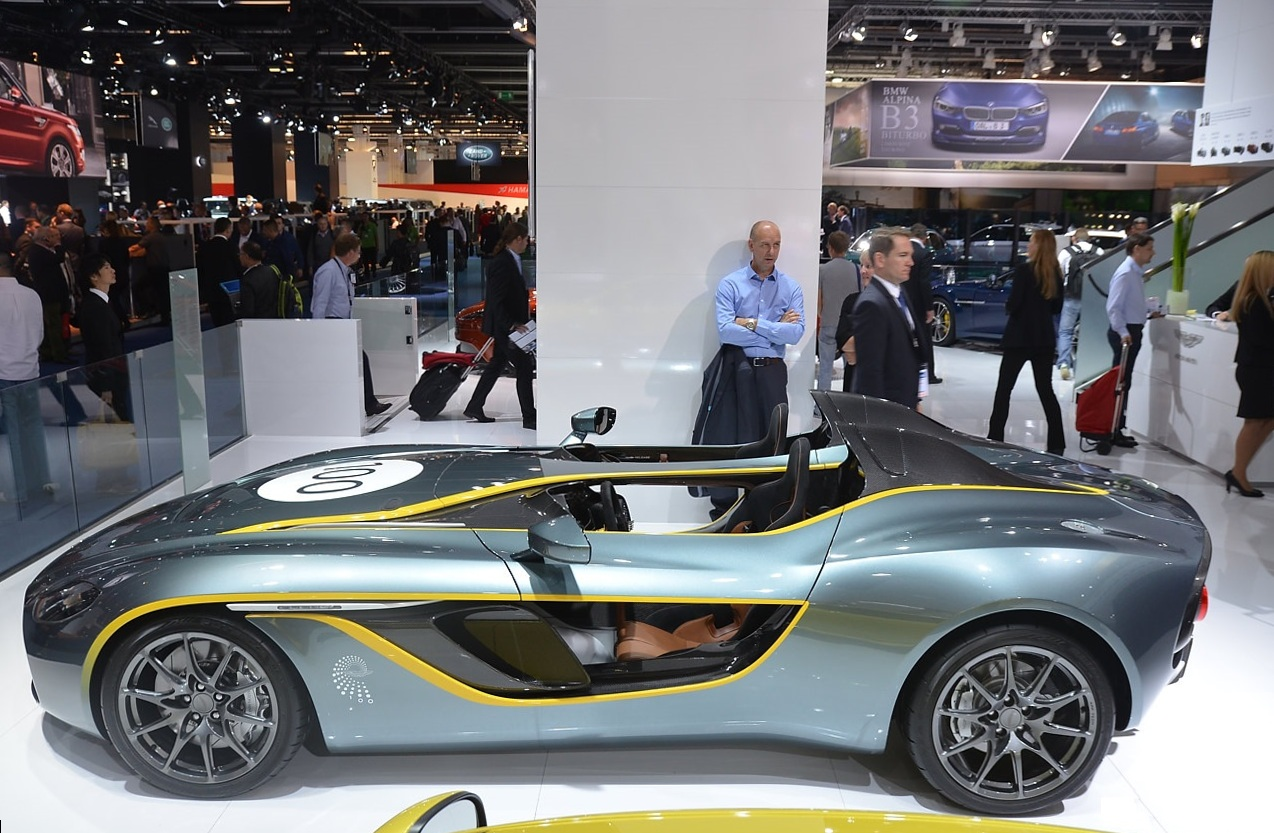
Vista laterale

Sviluppata in sei mesi presso la sede centrale di Gaydon da un team guidato dal direttore del design Aston Martin Marek Reichman e dal capo designer per gli esterni Miles Nurnberger, si ispira alla leggendaria DBR1, auto che nel 1959 vinse sia a Le Mans che al Nürburgring. L’idea è stata quella di ripercorrere stilisticamente la storia del marchio e nel contempo anticipare le forme della nuova generazione di modelli dell’azienda.
L’anteriore si distingue per una nuova interpretazione della tradizionale calandra, dotata di una griglia con trama a nido d’ape oltre che di una modanatura dipinta in giallo. Anche i gruppi ottici frontali hanno un nuovo disegno che si sviluppa in senso obliquo. Le fiancate presentano grandi aperture di sfogo, che hanno il doppio compito di disperdere l’aria calda proveniente dal motore e di aumentare la deportanza. Il posteriore è caratterizzato dalla presenza di una fascia nera, sulla quale spiccano le particolari luci circolari, simili a quelle della V12 Zagato. L’estrattore per regolare i flussi d’aria provenienti dal sottoscocca è costruito in carbonio e ai suoi lati si trovano i due scarichi singoli cromati.
Le portiere sono di dimensioni molto ridotte, hanno un’apertura a "branchia di pesce” e sono richiudibili afferrando delle cinghie in cuoio. All'interno la CC100 presenta dei sedili a guscio, accuratamente rivestiti in raffinata pelle Bridge of Weire e alcantara e dotati di cinture di sicurezza integrali. Il volante ha la corona piatta in basso e la strumentazione digitale, mentre il cruscotto in fibra di carbonio ha un aspetto essenziale e retrò, senza sistemi di infotainment.

## Caratteristiche tecniche
La CC100 si basa sulla piattaforma VH di Aston Martin, la stessa della Vantage, a cui è saldata la monoscocca in fibra di carbonio realizzata dagli specialisti della Multimatic e avvolta dalla carrozzeria in alluminio. Sotto il cofano c’è l’ultima generazione del motore V12 aspirato “AM11” da 6.0 litri di origine Ford, in grado di sviluppare ben 558 CV, accoppiato ad un cambio sequenziale a sei marce dotato di attuatori idraulici e controllabile tramite palette al volante. Con queste specifiche la CC100 è in grado di accelerare da 0 a 100 km/h in poco più di 4 secondi, mentre la velocità massima è limitata a 290 km/h.